# Javier Mayén Mena
Javier Mayén Mena (Ciudad de México, 6 de octubre de 1959) es un deportista mexicano que compitió en taekwondo. Ganó una medalla de bronce en el Campeonato Mundial de Taekwondo de 1982 y una medalla de oro en el Campeonato Panamericano de Taekwondo de 1982.
En 2013 fue inducido al salón de la fama del taekwondo en Las Vegas, Estados Unidos, por su trayectoria y participación en torneos de taekwondo a nivel nacional e internacional.

## Palmarés internacional
| Campeonato Mundial      | Campeonato Mundial  | Campeonato Mundial | Campeonato Mundial |
| Año                     | Lugar               | Medalla            | Categoría          |
| ----------------------- | ------------------- | ------------------ | ------------------ |
| 1982                    | Guayaquil (Ecuador) | Medalla de bronce  | –78 kg             |
| Campeonato Panamericano |                     |                    |                    |
| Año                     | Lugar               | Medalla            | Categoría          |
| 1982                    | Ponce (Puerto Rico) | Medalla de oro     | –78 kg             |